# تامر إيجيت
تامر إيجيت (بالتركية: Tamer Yiğit)‏ هو كاتب سيناريو وممثل تركي، ولد في 1942 في تركيا.

## وصلات خارجية
- تامر إيجيت على موقع IMDb (الإنجليزية)
- تامر إيجيت على موقع قاعدة بيانات الفيلم (الإنجليزية)
- تامر إيجيت على موقع كينوبويسك (الروسية)